# 花銘
花銘（1857年—？），字石生、實生，号香甫，贵州贵阳府貴筑县人，原籍湖南常德府武陵县，清朝政治人物、同進士出身。
光緒八年壬午科，贵州乡试中举四十六名，十六年（1890年）清德宗親政庚寅恩科進士，三甲一百四十二名，同年五月，著交吏部掣签，分发各省以知县即用。官雲南新平知縣。
胞伯曾祖花傑，嘉庆己未进士，江西布政使；嫡堂伯祖花詠春，嘉庆己卯进士，云南按察使、花䜩春，道光癸巳进士，刑部江苏司郎中。